# Nhamatanda
Nhamatanda é uma vila na Província de Sofala, centro de Moçambique. É o centro administrativo do Distrito de Nhamatanda. encontra-se ao longo do Corredor da Beira, entre Harare, no Zimbábue e Beira, a segunda maior cidade de Moçambique.

## Nome

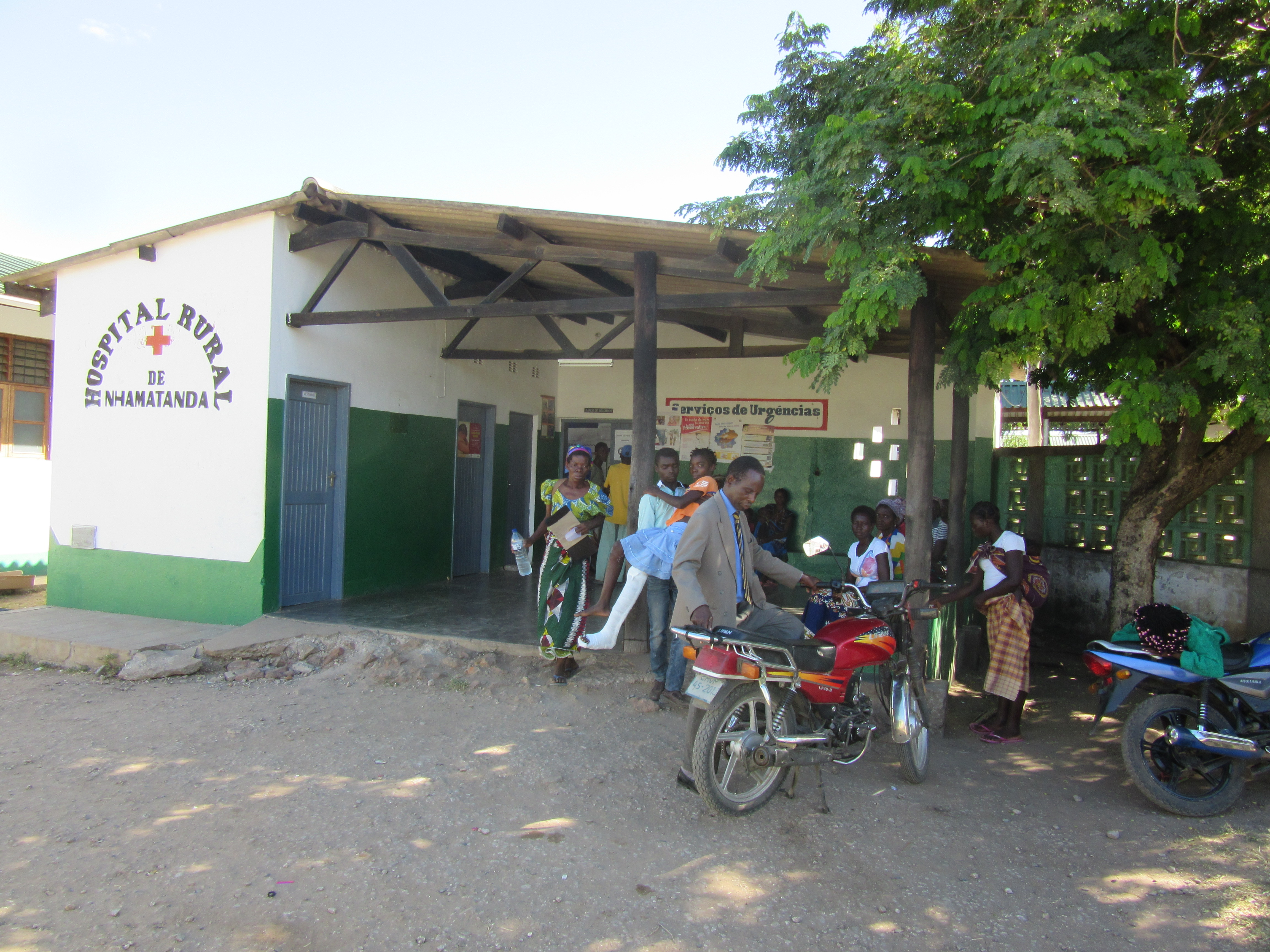
Hospital Rural de Nhamatanda

Nhamatanda teve muitos nomes. No início de sua história, ela era conhecido como "Bambu Crick". No dialeto local de Chisena, isso significa "Senhor Crick" - uma referência a um Britânico, proprietário de terras na área. Falantes de inglês, no entanto, se referem ao lugar como "Bamboo Creek", uma referência a um pequeno rio, perto da cidade. Que nome veio o primeiro é desconhecido, e muitos moradores da área referem-se variavelmente a essas diferentes histórias.
Nova Fontesvila, o nome dado para o lugar pelos portugueses (que habitavam a região, juntamente com o Britânico), foi fundada em 1898 e nomeado após a Fontes Pereira de Melo, um marquês português. Os nomes da Nova Fontesvila e Bambu Crick existiam simultaneamente.
Na década de 1920, a vila de Nova Fontesvila foi oficialmente renomeado para "Vila Machado", uma referência ao engenheiro português responsável pela construção da estrada de ferro da Beira para Harare. Machado e muitos Moçambicanos residentes da área referem-se ao fato de que a ferrovia foi construída por meio de um grande bosque de árvores que precisaram ser cortadas pelos trabalhadores africanos.
O nome atual, Nhamatanda, foi dado em 1975, a independência de Moçambique. Ele deriva do nome do rio, perto da cidade e do distrito. Em Chisena, a palavra de Nhamatanda, pode ser derivada a partir de palavras com o significado de "grandes troncos", é dito que o rio era forte o suficiente para passar grandes troncos de seu comprimento, antes da construção de barragens.